# Kootenay nationalpark
Kootenay nationalpark är en nationalpark och ett världsarvsområde i de sydöstra delarna av provinsen British Columbia i Kanada. Parken inrättades år 1920 och omfattar en yta av 1 406 kvadratkilometer. Sitt namn har parken fått efter Kootenay River, en av de större floderna som flyter genom parken. Kootenay nationalpark gränsar till Banff nationalpark och Yoho nationalpark. Inräknat Jasper nationalpark, som ligger norr om Banff och inte delar gräns med Kootenay, bildar dessa parker ett av de större sammanhängande skyddade områdena i de kanadensiska klippiga bergen.

## Historia

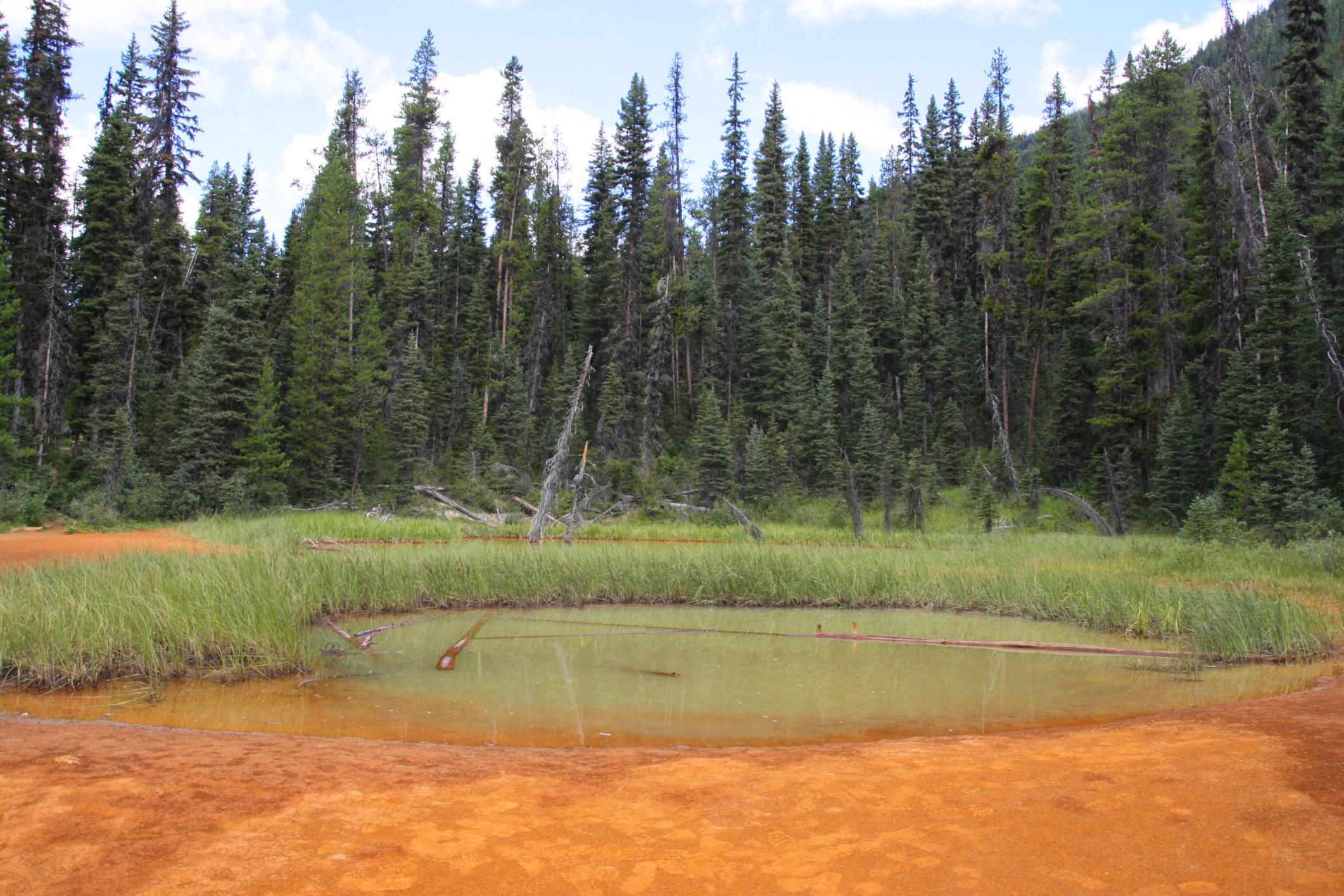
Paint Pots

Området där Kootenay nationalpark ligger innehåller många arkeologiskt intressanta platser och kan ha varit bebott av människor i omkring 10 000 år eller mer. Fynd tyder på att området länge har varit en del av en öst-västlig handelsrutt för ursprungsbefolkningen i området och Ktunaxa, tillhörande Kanadas First Nations, korsade regelbundet passen i området för att jaga bisonoxar på slätterna. De varma källorna i området var en orsak till att människor uppehöll sig här och även de så kallade Paint Pots, små vattenansamlingar omkring vilka omgivningen fått en orangerödaktig färg på grund av det höga innehållet av mineraler, var respekterade som heliga platser av ursprungsbefolkningen.
De första européer som besökte området var säkerligen så kallade fångstmän eller pälsjägare och pälshandlare. De första dokumenterade besöken är från år 1841, då Sir George Simpson, guvernör för Hudson Bay-kompaniet, gjorde ett hastigt besök i området. Efter honom kom James Sinclair, en ryktbar pälshandlare och upptäckare anställd av samma bolag. 1858 ledde geologen James Hector en expedition genom områdets norra delar. Under tidigt 1900-tal började lokala affärsmän engagera sig för att få den statliga regeringen att bygga en väg mellan städerna Windermere och Banff. I uppgörelsen kring vägen ingick en viss omfördelning av mark, vilken senare avsattes till Kootenay nationalpark.

## Geografi

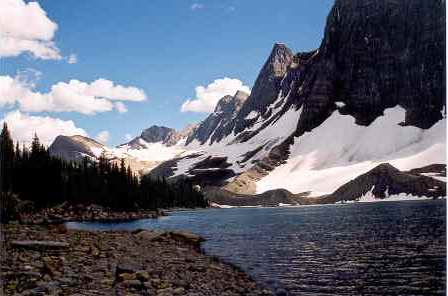
Floe Lake

Landskapet i Kootenay nationalpark är omväxlande, med berg, glaciärer, dalar, skogar, gräsmarker, floder och sjöar. De lägsta områdena är belägna på en höjd av omkring 918 meter över havet och den högsta bergstoppen, Deltaform Mountain, har en höjd av 3 424 meter över havet. Andra bergstoppar med en höjd på över 3 000 meter är Mounts Allen, Tuzo och Fay. Förutom Kootenay River hör Vermilion River och Simpson River till parkens större floder. Den avsides belägna sjön Floe Lake är också ett av parkens mer kända landmärken. 

## Klimat
Generellt för området är somrarna korta och svala och vintrarna långa och snöiga, men klimatet varierar mycket med altituden och mellan parkens södra och norra delar. I den södra änden, i området omkring Radium Hot Springs med dess varma källor, är det förhållandevis varm och torrt, medan de motsatta förhållandena råder i parkens norra ände. Den årliga nederbörden varierar från mindre än 380 millimeter i de lägre belägna områdena till över 1 250 millimeter i de högre belägna områdena. 

## Fauna och flora

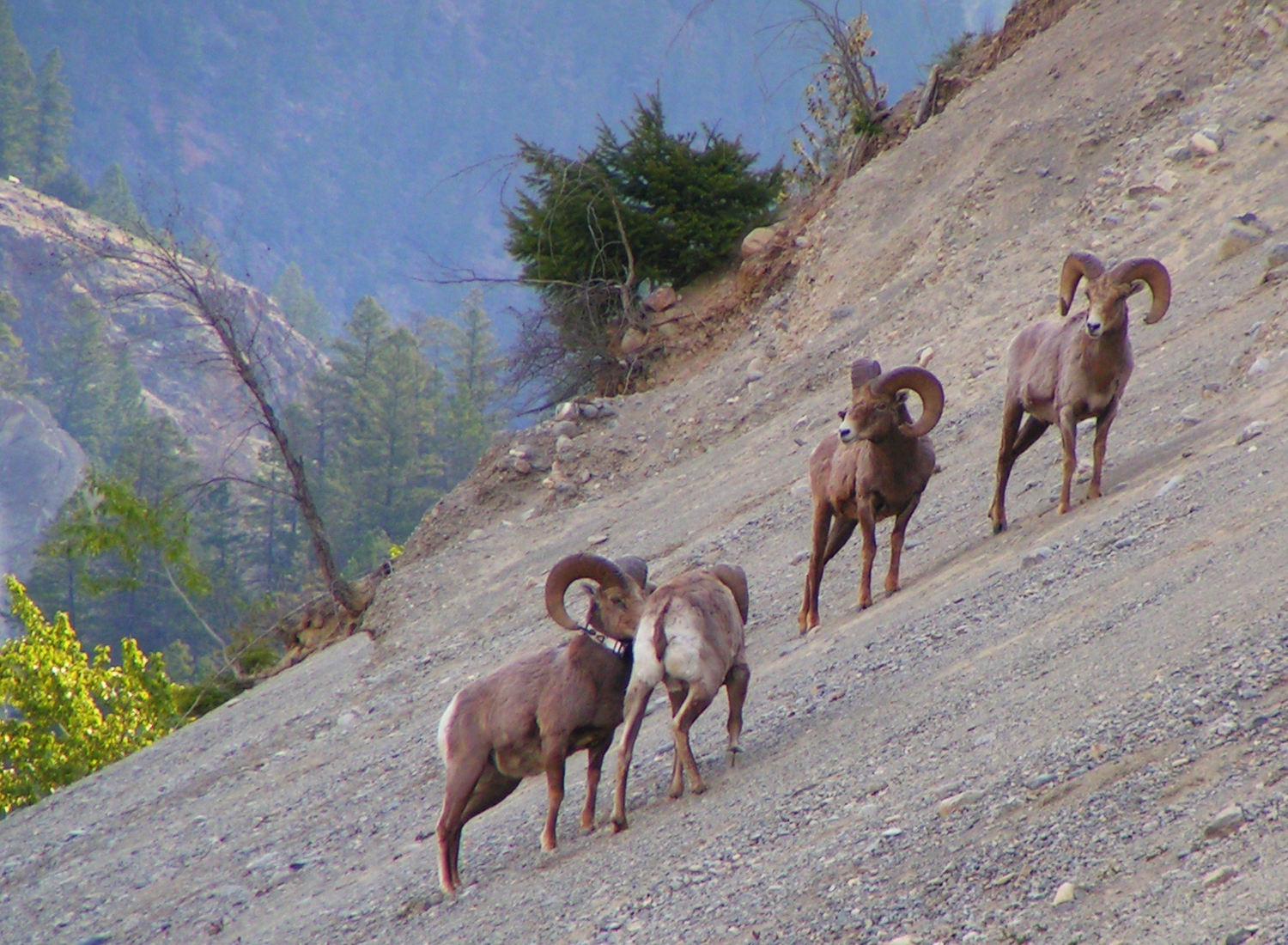
Tjockhornsfår i Kootenay nationalpark

Kootenay nationalpark har en artrik flora och fauna och det finns flera program för att bevara och skydda denna. Under åren 1992 till 1998 bedrevs intensiv forskning på parkens vargar inom ramen för ett större vargforskningsprojekt i centrala Klippiga bergen. Efter projektets avslutande har en viss övervakning av vargarna fortgått genom att djuren märks med radiohalsband. Grizzlybjörn och svartbjörn finns i parken men ses inte så ofta, liksom prärievarg, rödlo och rödräv. Andra större däggdjur i parken är vitsvanshjort, svartsvanshjort, älg och tjockhornsfår. Nordamerikansk grävling, snöskohare och olika ekorrar och gnagare finns bland de mindre däggdjuren. En reptil av särskilt intresse i parken är gummiboan.
Skogarna domineras av barrträd, men det finns även inslag av lövträd. Ett särskilt intressant träd i parken är Pinus albicaulis tillhörande tallsläktet. Detta träd växer långsamt och det kan ta mycket lång tid innan det bildar frö första gången och dess livscykel med spridning av frön och etablering av unga plantor är ganska invecklad och gynnad av regelbundna störningar i omgivningen, som exempelvis skogsbränder. Om trädbestånden blir för täta konkurreras arten lätt ut av andra mer skuggtåliga trädarter och trädet hotas också av en införd svampsjukdom och av insektsangrepp. Trädet har gått tillbaka inom stora delar av sitt utbredningsområde och är klassad som sårbar av IUCN. Inom Kootenay nationalpark bränner man därför vissa utvalda områden för att gynna nyetablering av arten.